# Calumet College of Saint Joseph
La Calumet College of Saint Joseph (CCSJ) è un'università privata di indirizzo cattolico con sede a Whiting, nello stato americano dell'Indiana.
Il college fu fondato nel 1951 dai Missionari del Preziosissimo Sangue provenienti dal St. Joseph's College di Rensselaer e prese il nome dalla Calumet Region.